# Lonchaea albitarsis
Lonchaea albitarsis är en tvåvingeart som beskrevs av Zetterstedt 1838. Lonchaea albitarsis ingår i släktet Lonchaea och familjen stjärtflugor. Arten är reproducerande i Sverige. Inga underarter finns listade i Catalogue of Life.